# Rues de Paris en 1636
Cet article recense les rues de Paris en 1636 d'après le manuscrit de la Bibliothèque nationale.

## Contenu
Cette liste reproduit, par quartier, les rues de Paris indiquées dans l'ouvrage, avec la même orthographe, dans un ordre qui n'est pas alphabétique.

Pour des raisons de facilité de recherche, la réécriture de ce manuscrit est reproduite ensuite dans un ordre alphabétique.

## Rues par quartier

### Quartiers Saint-Antoine et des Marais du Temple
- Rue Saint-Anthoine
- Rue de Jouy
- Rue du Figuier
- Rue Percée
- Rue des Fauconniers
- Rue des Jardins
- Rue des Prestres
- Rue Saint-Paul
- Le Trotoy où quay des Célestins.
- Rue du petit Muz
- Rue des Lyons
- Rue Girard-Bocquet
- Rue Neufve-Saint-Paul
- Rue de la Serrizaye
- Rue de Beau-trillis
- Rue des Trois-pistolles
- Rue Gervais-Laurent
- Rue des Tournelles
- Rue Neufve-Saint-Gilles
- Les quatre rues du tour de la place Royalle.
- Les quatre rues des advenues de ladite place Roialle
- Rue de l'Escharpe blanche[2]
- Rue de l'Esgoust couvert[3], allant au carrefour Saint-Paul.
- Rue Sainte-Catherine
- Rue du Roy de Scicile
- Rue Jehan Tizon
- Rue Cloche perse
- Rue de la Croix blanche
- Rue Pavée
- Rue des Francz bourgeois
- Vielle rue du Temple
- Rue des Escoufles
- Rue des Juifz
- Rue des Roziers
- Rue des Blancz manteaux
- Rue du Puis
- Rue des Singes
- Rue du Chaume
- Rue du Grand chantier
- Rue de Paradis
- Rue des Quatre filz
- Rue d'Anjou
- Rue des Francz bourgeois
- Rue Barbette
- Rue de la Perle
- Rue de Thorigny
- Rue des Trois pavillons ou rue de Diane
- Rue Payenne
- Rue du Parc royal
- Rue des Coustures Saint Gervais
- Rue Saint Anastaze
- Rue Neufve Saint Gervais
- Rue Saint Louys
- Rue Saint François
- Rue Françoise
- Rue de Poitou
- Rue de Bretaigne
- Rue de Berry[4]
- Rue de Beausse et le Marché.
- Rue de Xaintonge
- Rue Charlot
- Rue du Perche
- Rue d'Orléans[5]
- Rue d'Angoulmois[6]
- Rue de Beaujollois
- Rue de Perrigueux
- Rue de Forestz
- Rue de la Marche

### Quartiers Montceau-Saint-Gervais, de la Grève et de l'Apport de Paris
- Cimetière Saint Jehan
- Rue de la Verrerie
- Rue des Mauvais garsons
- Rue des Deux portes
- Rue Galliasse
- Rue du Cocq
- Rue Cocquilière
- Rue de la Poterie
- Rue Saint Bon
- Rue des Assizes
- Rue de la Pourpointerie
- Rue de Marivault
- Rue de la Vielle monnoye
- Rue de la Heaumerie
- Rue Saint Jacques de la boucherie
- Rue de la Savonnerie
- Rue de la Place aux veaulx[7]
- Rue du Crucifix Saint Jacques
- Rue du Bout du Pont Notre Dame, dit Place Mibray
- Rue de la Coustellerie
- Rue de la Tacherie
- Rue de la Vannerie
- Rue Jehan de l'Espine
- Rue Jehan Pain Molet
- Rue du Mouton
- Rue de la Tisseranderie
- Rue des Vielles garnisons[8]
- Rue du Cloistre Saint Jehan
- Place du Montceau Saint Gervais, où est
- la barrière des Sergens
- Rue du Martroy
- Place de la Grève
- Rue de la Tannerie
- Rue de la Mortellerie
- Rue de la Levrette
- Rue de Long pont
- Rue des Barres
- Rue Geoiffroy Lasnier
- Rue Persée
- Rue des Nonains d'Yerre

### Quartiers de Sainte-Avoye, du Temple, et des rues Saint-Martin, Saint-Denis et des Halles
- Rue de la Barre du becq
- Rue des Deux portes
- Rue Sainte Croix
- Rue de l'Homme armé
- Rue des Billettes
- Rue Saint Merry
- Rue Simon le franc
- Rue Bourtibourg
- Rue Geoiffroy l'Angevin
- Rue Sainte Avoye
- Rue de Bracque
- Rue Michel le conte
- Rue des Haudriettes
- Rue Courtau villain
- Rue Chappon
- Rue Pastourelle
- Rue des Grandz villiers
- Rue des Enffens rouges
- Rue de la Corderie
- Rue Fripau[9]
- Rue Frépillon
- Rue au Maire
- Rue des Vertuz
- Rue Trassenonain
- Rue de l'Eschelle du Temple
- Rue des Fontaynes
- Rue Neufve Saint Laurenst
- Rue de la Croix
- Rue des Esgoutz
- Rue du Ponceau
- Grand rue Saint Martin
- Rue du Verbois
- Rue Guérin Boisseau
- Rue Darnetal
- Rue du Bourg labbé
- Rue des Innocens
- Rue de Montmorency
- Rue Grenier Saint Ladre
- Rue aux Ours
- Rue de la Court du More
- Rue des Petitz champs
- Rue des Menestriers
- Rue des Vielles estuves
- Rue de Venize
- Rue de la Baudrerie
- Rue Maubuée
- Rue Beaubourg
- Rue Anniac[10]
- Rue Trousse vache
- Rue des Trois more
- Rue des Cinq diamantz
- Rue Quinquempoix
- Rue Aubry le boucher
- Rue Saint Denis
- Rue au Feurre
- Rue de la Cossonnerie
- Rue des Prescheurs
- Rue de la Chanvererie
- Rue Saint Leu Saint Gilles[11]
- Rue de la Truanderye
- Rue du Cigne
- Rue Mauconseil
- Rue du Petit Heuleu
- Rue du Petit pan[12]
- Rue du Petit lion
- Rue du Regnard
- Rue Saint Sauveur
- Rue des Filles Dieu
- Rue des Corderies
- Rue du Bout du monde
- Rue de Beaurepaire
- Rue Tirre boudin
- Rue Pavée
- Rue Françoise
- Rue Ticquetonne
- Rue de Montorgueil

### Quartiers de Saint-Eustache, Saint-Honnoré, Saint-Germain de l'Auxerroys
- Rue du Boulloir
- Rue du Coq héron
- Rue de la Jussianne
- Rue Coquilière
- Rue des Vieulx Augustins
- Rue des Petitz champs
- Rue Pagevin[13]
- Rue Soly[14]
- Rue de Montmartre
- Rue du faulxbourg de Montmartre
- Chaussée du faulxbourg de Montmartre
- Rue du Croissant
- Rue Plastrière
- Rue de la Pointe Saint Eustache
- Rue de la Contesse d'Arthois
- Porte de la Contesse d'Arthois
- Rue de la Fromeaigerie
- La halle au bled
- La halle au fruict[15]
- La halle au poisson[16]
- Rue du Marché aux poirées
- Rue de la Cordonnerie
- Rue Jehan de Beausse
- Rue de la Fripperie[17]
- Rue de la Groignerie[18]
- Rue de la Chausseterie
- Rue de la Lingerie
- Rue de la Poterie[19]
- Rue de la Ferronnerie
- Rue des Deschargeurs
- Rue des Petitz Carneaulx
- Rue de la Vielle cordonnerie
- Rue de la Limasse
- Rue de la Tableterie
- Rue du Plat d'estain
- Rue des Mauvaises parolles
- Rue des Bourdonnois
- Rue Tirechappe
- Rue de Bétizy
- Rue Thibault dodée
- Rue des Deux boulles
- Rue Berthin Poirée
- Rue Jehan le Loingtier
- Rue des Lavandières
- Cloistre Saint Opportune
- Rue du chevalier du guet
- Place du chevalier du guet
- Rue de la Vielle harengerie
- Rue Saint Denis, vers le Chastelet
- Place de l'Apport-de-Paris
- Marché de l'Apport-de-Paris
- Rue Saint Leuffroy
- Rue de la Descente de la vallée de misère
- Place de la Vallée de misère[20]
- Marché de la Vallée de misère
- Rue Saint Germain de l'Auxerroys
- Rue de l'Abrevoir Popin
- Rue de la Pierre au poisson
- Rue de la Petite poissonnerie
- Rue de la Vallée du pied
- Rue de la Chappelle aux orfévres
- Rue du Quay de la mégisserie
- Rue de la Mégisserie ou Monnoye
- Rue du Quarefour du Pont neuf
- Pont neuf
- Rue de l'Escolle
- Quay de l'Escolle
- Rue des Prestre
- Cloistre Saint Germain de l'Auxerroys
- Rue de l'Abre secq
- Rue Baillette
- Rue des Fossez Saint Germain
- Rue du Bailleul
- Rue Jehan Tizon
- Rue des Poullies
- Rue d'Orléans
- Rue des Vielles estuves
- Rue des Deux escuz
- Rue Neufve
- Rue du Four
- Rue du Jour
- Rue des Provelles
- Rue de Grenelle
- Rue de la Tonnelerie
- Rue de l'Autruche
- Rue Jehan Saint Denis
- Rue du Cocq
- Rue Champfleury
- Rue Frementeau
- Rue de Beauvais
- Rue du Chantre
- Rue Saint Thomas du Louvre
- Rue de l'Ortie
- Rue Dantouche
- Rue des Bons enffens
- Rue du Tour
- Gallerie du Louvre

### Faulxbourg Saint-Honnoré
L'ouvrage indique qu'il y a cent deux rues dans ce quartier, sans les énumérer.
- Grand rue faulxbourg Saint Honnoré
- Chaussée du faulxbourg Saint Honnoré
- Le Marché aux chevaulx
- Rue de Malassis
- Grand rue des Thuilleries[21]
- Rue Saint Vincent
- Rue de Gaillon
- Rue d'Argenteuil
- Rue de l'Evesque
- Rue de Monceaux
- Rue des Moulins

### Quartiers de La Cité, Saint Séverin et rue de la Harpe
L'ouvrage indique qu'il y a Quatre vingt douze rues dans les quartiers de la Cité, Saint-Séverin et rue de la Harpe.
- Rue du Petit Pont
- Rue Neufve Notre Dame
- Rue Sainte Croix
- Rue Saint Cristofle
- Rue Pavée
- Cloistre Notre Dame
- Rue Saint Pierre aux boeufz
- Rue de Venize
- Rue des Cannettes
- Rue de la Licorne
- Rue Coquadrille
- Rue Sainte Marine
- Rue des Marmouzestz
- Rue Saint Landry
- Rue de la Colombe
- Rue du Port Saint Landry
- Rue d'Enfer
- Rue des Deux hermites
- Rue des Ursins
- Rue de Parpignan
- Rue de Glatigny
- Rue des Haultz moulins
- Rue de la Jurie
- Pont Notre Dame
- Rue de la Pelleterie
- Rue Gervais Laurens
- Rue du Prieuré Saint Barthélémy
- Rue de la Vielle drapperie
- Rue de la Savaterie
- Rue Saint Marcial
- Rue de la Calendre
- Rue Descarquillon
- Rue au Feurre
- Rue de la Barrilière
- Le Marché neuf
- Pont Saint Michel
- Rue Saint Louys
- Rue Sainte Anne
- Court de dedans le Pallais
- Place de dedans le Pallais
- Rue du quay de l'isle du Pallais, regardant vers les Augustins
- Rue de Harley
- Place Dauphine
- Rue du quay de l'isle du Pallais, du costé de la Megisserye
- Rue de la Huchette
- Rue des Trois chandeliers
- Rue Zacharie
- Rue du Chat qui pesche
- Rue Saint Séverin
- Rue des Prestres
- Rue de la Parcheminerie
- Rue du Foing
- Rue du Bout de Bry
- Rue des Mathurins
- Rue de Sorbonne
- Rue des Massons
- Rue des Poirées
- Rue des Cordiers
- Rue de la Harpe
- Rue Saint Cosme
- Rue de la Boucquelerie
- Rue Mascon
- Rue Poupée
- Rue de la Serpente
- Rue des Deux portes
- Rue Pierre Sarrazin
- Rue de Haulte feuille
- Rue des Cordeliers
- Rue du Pan
- Rue de la Court de Rouen
- Rue du Jardinet
- Rue du Gros pet
- Rue de l'Esperon
- Rue du Battouer
- Rue des Poitevins
- Rue du Cimetière Saint André
- Rue Saint André
- Rue de Bazoche
- Rue de l'Arondel
- Rue Gille Cœur
- Rue Pavée
- Rue des Augustins
- Rue Cristine
- Rue Neufve Dauphine
- Grand rue Dauphine
- Rue d'Anjou
- Rue du quay des Augustins
- Rue des Deux portes
- Rue du quay, allant du bout du Pont neuf à la porte de Nesle
- Port de Malacquest

### Faulxbourgs Saint Germain
L'ouvrage indique qu'il y a cinquante trois rues dans le faulxbourgs Saint Germain.
- Rue du Fossé, qui est entre la porte de Nesle et de Bussy
- Rue de Nesle
- Grand rue de Seine
- Petite rue de Seine
- Rue du Quay, allant depuis le port de Malacquest jusques au pont des Thuilleries
- Rue de Jacob
- Rue du Colombier
- Rue des Marestz
- Rue de Grenelle
- Rue de l'Eschaudé
- Rue de Bussy
- Rue des Mauvais garsons
- Rue Neufve des fossez
- Rue des Boucheries
- Rue du Coeur voilants
- Rue des Quatre ventz
- Rue de Condé
- Rue du Petit lyon
- Rue de Tournon
- Rue du Petit Bourbon
- Rue de l'Aveugle
- Rue Garentières
- Rue des Fossoieurs
- Rue d'Enfer
- Rue du Canivet
- Rue du Pied de biche
- Rue Ferrou
- Rue des Cannettes
- Rue de l'Escharpe
- Rue des Prestres
- Rue Saint Thomas
- Rue de Vaugirard
- Rue du Chevalier
- Rue de la Corne
- Rue du Pot de fer
- Rue des Messiers
- Rue du Gindre
- Rue Cassette
- Rue Princesse
- Rue des Cizeaux
- Rue Charpentier
- Rue du Viel colombier
- Petite rue Cassette
- Rue des Vielles thuilleries
- Rue du Sépulcre
- Rue de la Chaize
- Rue des Vaches
- Grand rue du Four
- Rue du Bacq
- Rue des Jacobins réformez
- Rue des Fossez Saint Germain
- Rue Neufve des roziers

### Quartiers de la Place Maubert et Isle Notre Dame
L'ouvrage indique qu'il y a quarante-sept rues dans les quartiers de la place Maubert et de l'Isle Notre Dame.
- Petit Pont
- Rue Saint Jacques
- Cloistre Saint Benoist
- Rue Saint Estienne des grez
- Rue du Colége Sainte Barbe
- Rue des Cordiers
- Cloistre Saint Estienne
- Rue de la Grand bretonneryc
- Grand rue Saint Marceau
- Rue des Prestres
- Rue Clopin
- Rue du Meurier
- Rue du Pan
- Rue du Bon puis
- Rue des Ratz
- Rue Traversine
- Rue Saint Nicolas du chardonneret
- Grand rue des Boucheries
- Rue des Carmes
- Rue de Judas
- Rue de Bourdeille
- Rue des Amandiers
- Rue des Sept voyes
- Rue de Layne
- Rue des Chiens
- Rue Charetiere
- Rue Fromentel
- Rue Saint Hillaire
- Rue d'Escosse
- Rue Saint Jehan de Beauvais
- Rue Saint Jehan de Latran
- Rue des Anglois
- Rue des Noyers
- Rue des Lavandières
- Rue du Plastre
- Rue de Bièvre
- Rue de la Montagne Sainte Geneviefve
- Grand rue Saint Victor
- Rue des Bernardins
- Rue du quay de la Tournelle
- Rue Perdue
- Rue Pavée
- Rue de la Court aux boeufz
- Grand rue de l'isle Notre Dame
- Rue Saint Louys
- Rue Regratière
- Rue Poulletier

### Faulxbourgs Saint Jacques et Saint Michel
L'ouvrage indique qu'il y a neuf rues dans les quartiers du Faulxbourgs Saint Jacques et de Saint Michel.
- Grand rue du faulxbourg Saint Jacques
- Rue Saint Dominique
- Rue des Postes
- Rue du Petit paradis
- Rue Neufve des fossez
- Rue de l'Esgoust contre le Val de grâce
- Rue d'Enfer au faulxbourg Saint Michel
- Rue de Vaugirard
- Rue Neufve Saint Lambert

### Faulxbourgs Saint Marceau
L'ouvrage indique qu'il y a vingt-cinq rues dans les quartiers du Faulxbourgs Saint Marceau.
- Grand rue de Moustar[22].
- Rue des Morfonduz
- Rue d'Ablon
- Rue Gracieuse
- Grand rue de Coppeaulx
- Rue de la Clef
- Rue Neufve Sainte Geneviefve
- Rue de l'Espée de boys
- Rue de l'Arbalestre
- Rue d'Orléans
- Rue de l'Ursine
- Rue de Bourgogne
- Rue du Chant de l'allouette
- Rue des Gobelins
- Rue Sansier
- Rue du Fer de moulin
- Rue du Petit moyne
- Rue Saint Marcel, ditte la Vielle ville
- Rue Saint Hippolitte
- Petite rue Saint Hippolitte
- Rue des Tainturiers
- Rue des Marmouzestz
- Rue de Bièvre
- Rue de la Royne blanche

### Faulxbourgs Saint Victor
L'ouvrage indique qu'il y a six rues dans les quartiers du Faulxbourgs Saint Victor.
- Grand rue dudit faulxbourg Saint Victor[23]
- Rue des Boulangers
- Rue de Seine
- Rue du Puis de l'hermite
- Rue d'Orléans
- Rue de la Miséricorde

### Faulxbourg ou yssue de la Porte du Temple
- Rue du faulxbourg de la porte du Temple, appelé la Courtille

### Faulxbourg Saint Martin
- Grand rue du faulxbourg Saint Martin
- Rue du faulxbourg Saint Laurens

### Faulxbourg Saint Denis
- Grand rue du faulxbourg Saint Denis
- Rue du faulxbourg Saint Lazare

## Rues par ordre alphabétique
- Haut – A
- B
- C
- D
- E
- F
- G
- H
- I
- J
- K
- L
- M
- N
- O
- P
- Q
- R
- S
- T
- U
- V
- W
- X
- Y
- Z

### A
- Rue d'Ablon
- Rue de l'Abrevoir Popin
- Rue des Amandiers
- Rue des Anglois
- Rue d'Angoulmois[6]
- Rue d'Anjou
- Rue d'Anjou
- Rue Anniac[10]
- Marché de l'Apport-de-Paris
- Place de l'Apport-de-Paris
- Rue de l'Arbalestre
- Rue de l'Abre secq
- Rue des Assizes
- Rue d'Argenteuil
- Rue de l'Arondel
- Rue Aubry le boucher
- Rue des Augustins
- Rue de l'Autruche
- Rue de l'Aveugle

- Haut – A
- B
- C
- D
- E
- F
- G
- H
- I
- J
- K
- L
- M
- N
- O
- P
- Q
- R
- S
- T
- U
- V
- W
- X
- Y
- Z

### B
- Rue du Bacq
- Rue Baillette
- Rue du Bailleul
- Rue Barbette
- Rue de la Barrilière
- Rue de la Barre du becq
- Rue des Barres
- Rue du Battouer
- Rue de la Baudrerie
- Rue de Bazoche
- Rue Beaubourg
- Rue de Beausse et le Marché.
- Rue de Beaujollois
- Rue de Beaurepaire
- Rue de Beau-trillis
- Rue de Beauvais
- Rue des Bernardins
- Rue de Berry[4]
- Rue Berthin Poirée
- Rue de Bétizy
- Rue de Bièvre
- Rue de Bièvre
- Rue des Billettes
- Rue des Blancz manteaux
- Rue du Bon puis
- Rue des Bons enffens
- Grand rue des Boucheries
- Rue des Boucheries
- Rue de la Boucquelerie
- Rue des Boulangers
- Rue du Boulloir
- Rue de Bourdeille
- Rue des Bourdonnois
- Rue du Bourg labbé
- Rue de Bourgogne
- Rue Bourtibourg
- Rue du Bout de Bry
- Rue du Bout du monde
- Rue du Bout du Pont Notre Dame
- Rue de Bracque
- Rue de Bretaigne
- Rue de Bussy

- Haut – A
- B
- C
- D
- E
- F
- G
- H
- I
- J
- K
- L
- M
- N
- O
- P
- Q
- R
- S
- T
- U
- V
- W
- X
- Y
- Z

### C
- Rue de la Calendre
- Rue du Canivet
- Rue des Cannettes
- Rue des Carmes
- Rue Charpentier
- Rue Cassette
- Petite rue Cassette
- Quay des Célestins où Le Trotoy
- Rue de la Chaize
- Rue Champfleury
- Rue du Chant de l'allouette
- Rue du Chantre
- Rue de la Chanvererie
- Rue de la Chappelle aux orfévres
- Rue Chappon
- Rue Charetiere
- Rue Charlot
- Rue du Chat qui pesche
- Rue du Chaume
- Rue de la Chausseterie
- Rue du Chevalier
- Place du chevalier du guet
- Rue du chevalier du guet
- Rue des Chiens
- Rue du Cigne
- Rue du Cimetière Saint André
- Rue des Cinq diamantz
- Rue des Cizeaux
- Rue de la Clef
- Rue Cloche perse
- Cloistre Saint Benoist
- Cloistre Saint Estienne
- Rue du Cloistre Saint Jehan
- Rue Clopin
- Rue du Coeur voilants
- Rue du Colége Sainte Barbe
- Rue de la Colombe
- Rue de Condé
- Rue du Coq héron
- Rue du Cocq
- Rue du Cocq
- Rue Coquadrille
- Rue du Colombier
- Grand rue de Coppeaulx
- Rue Cocquilière
- Rue Coquilière
- Rue des Cordeliers
- Rue des Cordiers
- Rue de la Corderie
- Rue des Corderies
- Rue des Cordiers
- Rue de la Cordonnerie
- Rue de la Corne
- Rue de la Cossonnerie
- Rue de la Court aux boeufz
- Rue Courtau villain
- Rue de la Court de Rouen
- Rue de la Court du More
- Rue de la Coustellerie
- Rue des Coustures Saint Gervais
- Rue Cristine
- Rue du Croissant
- Rue de la Croix
- Rue de la Croix blanche
- Rue du Crucifix Saint Jacques

- Haut – A
- B
- C
- D
- E
- F
- G
- H
- I
- J
- K
- L
- M
- N
- O
- P
- Q
- R
- S
- T
- U
- V
- W
- X
- Y
- Z

### D
- Rue Dantouche
- Rue Darnetal
- Place Dauphine
- Grand rue Dauphine
- Rue Descarquillon
- Rue des Deschargeurs
- Rue de la Descente de la vallée de misère
- Rue des Deux boulles
- Rue des Deux escuz
- Rue des Deux hermites
- Rue des Deux portes
- Rue des Deux portes
- Rue des Deux portes
- Rue de Diane

- Haut – A
- B
- C
- D
- E
- F
- G
- H
- I
- J
- K
- L
- M
- N
- O
- P
- Q
- R
- S
- T
- U
- V
- W
- X
- Y
- Z

### E
- Rue des Enffens rouges
- Rue de l'Escharpe
- Rue de l'Escharpe blanche[2]
- Rue de l'Eschelle du Temple
- Quay de l'Escolle
- Rue de l'Escolle
- Rue d'Escosse
- Rue des Escoufles
- Rue de l'Esgoust couvert[3]
- Rue de l'Esgoust contre le Val de grâce
- Rue des Esgoutz
- Rue d'Enfer
- Rue d'Enfer
- Rue d'Enfer au faulxbourg Saint Michel
- Rue de l'Eschaudé
- Rue de l'Espée de boys
- Rue de l'Esperon
- Rue de l'Evesque

- Haut – A
- B
- C
- D
- E
- F
- G
- H
- I
- J
- K
- L
- M
- N
- O
- P
- Q
- R
- S
- T
- U
- V
- W
- X
- Y
- Z

### F
- Grand rue du faulxbourg Saint Denis
- Chaussée du faulxbourg de Montmartre
- Rue du faulxbourg de Montmartre
- Rue du faulxbourg de la porte du Temple, appelé la Courtille
- Chaussée du faulxbourg Saint Honnoré
- Grand rue faulxbourg Saint Honnoré
- Grand rue du faulxbourg Saint Jacques
- Rue du faulxbourg Saint Laurens
- Rue du faulxbourg Saint Lazare
- Grand rue du faulxbourg Saint Martin
- Grand rue du faulxbourg Saint Victor[23]
- Rue du faulxbourg de ladite porte du Temple, appelé la Courtille
- Rue des Fauconniers
- Rue du Fer de moulin
- Rue de la Ferronnerie
- Rue Ferrou
- Rue au Feurre
- Rue du Figuier
- Rue des Filles Dieu
- Rue du Foing
- Rue des Fontaynes
- Rue de Forestz
- Rue du Fossé, qui est entre la porte de Nesle et de Bussy
- Rue des Fossez Saint Germain
- Rue des Fossez Saint Germain
- Rue des Fossoieurs
- Rue du Four
- Grand rue du Four
- Rue Françoise
- Rue Françoise
- Rue des Francz bourgeois
- Rue Frementeau
- Rue Fromentel
- Rue Frépillon
- Rue Fripau[9]
- Rue de la Fripperie[17]
- Rue de la Fromeaigerie

- Haut – A
- B
- C
- D
- E
- F
- G
- H
- I
- J
- K
- L
- M
- N
- O
- P
- Q
- R
- S
- T
- U
- V
- W
- X
- Y
- Z

### G
- Rue de Gaillon
- Gallerie du Louvre
- Rue Galliasse
- Rue Garentières
- Rue Geoiffroy l'Angevin
- Rue Geoiffroy Lasnier
- Rue Gervais Laurens
- Rue du Gindre
- Rue Gille Coeur
- Rue Girard-Bocquet
- Rue de Glatigny
- Rue des Gobelins
- Rue Gracieuse
- Rue du Grand chantier
- Rue de la Grand bretonneryc
- Rue des Grandz villiers
- Rue de Grenelle
- Rue de Grenelle
- Rue Grenier Saint Ladre
- Place de la Grève
- Rue de la Groignerie[18]
- Rue du Gros pet
- Rue Guérin Boisseau

- Haut – A
- B
- C
- D
- E
- F
- G
- H
- I
- J
- K
- L
- M
- N
- O
- P
- Q
- R
- S
- T
- U
- V
- W
- X
- Y
- Z

### H
- La halle au bled
- La halle au fruict[15]
- La halle au poisson[16]
- Rue de Harley
- Rue de la Harpe
- Rue des Haudriettes
- Rue de Haulte feuille
- Rue des Haultz moulins
- Rue de la Heaumerie
- Rue de l'Homme armé
- Rue de la Huchette

- Haut – A
- B
- C
- D
- E
- F
- G
- H
- I
- J
- K
- L
- M
- N
- O
- P
- Q
- R
- S
- T
- U
- V
- W
- X
- Y
- Z

### I
- Rue des Innocens
- Grand rue de l'isle Notre Dame

- Haut – A
- B
- C
- D
- E
- F
- G
- H
- I
- J
- K
- L
- M
- N
- O
- P
- Q
- R
- S
- T
- U
- V
- W
- X
- Y
- Z

### J
- Rue de Jacob
- Rue des Jacobins réformez
- Rue du Jardinet
- Rue des Jardins
- Rue Jehan de Beausse
- Rue Jehan de l'Espine
- Rue Jehan le Loingtier
- Rue Jehan Pain Molet
- Rue Jehan Saint Denis
- Rue Jehan Tizon
- Rue Jehan Tizon
- Rue du Jour
- Rue de Jouy
- Rue de Judas
- Rue des Juifz
- Rue de la Jurie
- Rue de la Jussianne

- Haut – A
- B
- C
- D
- E
- F
- G
- H
- I
- J
- K
- L
- M
- N
- O
- P
- Q
- R
- S
- T
- U
- V
- W
- X
- Y
- Z

### L
- Rue des Lavandières
- Rue des Lavandières
- Rue de Layne
- Rue de la Levrette
- Rue de la Licorne
- Rue de la Limasse
- Rue de la Lingerie
- Rue des Lyons
- Rue de Long pont

- Haut – A
- B
- C
- D
- E
- F
- G
- H
- I
- J
- K
- L
- M
- N
- O
- P
- Q
- R
- S
- T
- U
- V
- W
- X
- Y
- Z

### M
- Rue au Maire
- Port de Malacquest
- Rue de Malassis
- Rue de la Marche
- Marché aux chevaulx
- Rue du Marché aux poirées
- Le Marché neuf
- Rue des Marestz
- Rue de Marivault
- Rue des Marmouzestz
- Rue du Martroy
- Rue Mascon
- Rue des Massons
- Rue des Mathurins
- Rue Maubuée
- Rue Mauconseil
- Rue des Mauvais garsons
- Rue des Mauvais garsons
- Rue des Mauvaises parolles
- Rue du Quay de la mégisserie
- Rue de la Mégisserie ou Monnoye
- Rue des Menestriers
- Rue du Meurier
- Rue des Messiers
- Place Mibray
- Rue Michel le conte
- Rue de la Miséricorde
- Rue de Monceaux
- Place du Montceau Saint Gervais
- Rue de la Montagne Sainte Geneviefve
- Rue de Montmartre
- Rue de Montmorency
- Rue de Montorgueil
- Rue des Morfonduz
- Rue de la Mortellerie
- Rue des Moulins
- Grand rue de Moustar[22]
- Rue du Mouton

- Haut – A
- B
- C
- D
- E
- F
- G
- H
- I
- J
- K
- L
- M
- N
- O
- P
- Q
- R
- S
- T
- U
- V
- W
- X
- Y
- Z

### N
- Rue de Nesle
- Rue Neufve
- Rue Neufve des fossez
- Cloistre Notre Dame
- Rue Neufve Dauphine
- Rue Neufve Notre Dame
- Rue Neufve des fossez
- Rue Neufve des roziers
- Rue Neufve Saint Gervais
- Rue Neufve-Saint-Gilles
- Rue Neufve Saint Lambert
- Rue Neufve Saint Laurenst
- Rue Neufve-Saint-Paul
- Rue Neufve Sainte Geneviefve
- Rue des Nonains d'Yerre
- Pont Notre Dame
- Rue des Noyers

- Haut – A
- B
- C
- D
- E
- F
- G
- H
- I
- J
- K
- L
- M
- N
- O
- P
- Q
- R
- S
- T
- U
- V
- W
- X
- Y
- Z

### O
- Rue d'Orléans[5]
- Rue d'Orléans
- Rue d'Orléans
- Rue de l'Ortie
- Rue aux Ours

- Haut – A
- B
- C
- D
- E
- F
- G
- H
- I
- J
- K
- L
- M
- N
- O
- P
- Q
- R
- S
- T
- U
- V
- W
- X
- Y
- Z

### P
- Rue Pagevin[13]
- Court de dedans le Pallais
- Place de dedans le Pallais
- Rue du Pan
- Rue de Paradis
- Rue de la Parcheminerie
- Rue du Parc royal
- Rue de Parpignan
- Rue Pastourelle
- Rue Pavée
- Rue Pavée
- Rue Pavée
- Rue Pavée
- Rue Payenne
- Rue de la Pelleterie
- Rue Percée
- Rue du Perche
- Rue Perdue
- Rue de Perrigueux
- Rue de la Perle
- Rue Persée
- Rue du Petit Bourbon
- Rue du Petit Heuleu
- Rue du Petit lion
- Rue du Petit lyon
- Rue du Petit moyne
- Rue du petit Muz
- Rue du Petit pan[12]
- Rue du Petit paradis
- Rue du Petit Pont
- Rue de la Petite poissonnerie
- Rue des Petitz Carneaulx
- Rue des Petitz champs
- Rue des Petitz champs
- Rue du Pied de biche
- Rue de la Pierre au poisson
- Rue Pierre Sarrazin
- Rue du Plastre
- Rue Plastrière
- Rue du Plat d'estain
- Rue de la Pointe Saint Eustache
- Rue des Poirées
- Rue des Poitevins
- Rue de Poitou
- Rue du Ponceau
- Pont neuf
- Rue du Port Saint Landry
- Rue Porte de la Contesse d'Arthois
- Rue des Postes
- Rue du Pot de fer
- Rue de la Poterie
- Rue de la Poterie[19]
- Rue des Poullies
- Rue Poulletier
- Rue Poupée
- Rue de la Pourpointerie
- Rue des Prescheurs
- Rue des Prestres
- Rue des Prestres
- Rue des Prestres
- Rue des Prestres
- Rue des Prestres
- Rue Princesse
- Rue des Provelles
- Rue du Puis
- Rue du Puis de l'hermite

- Haut – A
- B
- C
- D
- E
- F
- G
- H
- I
- J
- K
- L
- M
- N
- O
- P
- Q
- R
- S
- T
- U
- V
- W
- X
- Y
- Z

### Q
- Rue du Quarefour du Pont neuf
- Rue des Quatre filz
- Rue des Quatre ventz
- Rue du Quay, allant depuis le port de Malacquest jusques au pont des Thuilleries
- Rue du quay, allant du bout du Pont neuf à la porte de Nesle
- Rue du quay de l'isle du Pallais, regardant vers les Augustins
- Rue du quay de l'isle du Pallais, du costé de la Megisserye
- Rue du quay des Augustins
- Rue du quay de la Tournelle
- Rue Quinquempoix

- Haut – A
- B
- C
- D
- E
- F
- G
- H
- I
- J
- K
- L
- M
- N
- O
- P
- Q
- R
- S
- T
- U
- V
- W
- X
- Y
- Z

### R
- Rue des Ratz
- Rue Regratière
- Rue du Regnard
- Rue du Roy de Scicile
- Rue de la Royne blanche
- Rue des Roziers
- Place Royalle

- Haut – A
- B
- C
- D
- E
- F
- G
- H
- I
- J
- K
- L
- M
- N
- O
- P
- Q
- R
- S
- T
- U
- V
- W
- X
- Y
- Z

### S
- Rue Saint André
- Rue Saint-Anthoine
- Rue du Prieuré Saint Barthélémy
- Rue Saint Bon
- Rue Saint Cristofle
- Rue Saint Cosme
- Rue Saint Denis
- Rue Saint Dominique
- Rue Saint Estienne des grez
- Rue Saint François
- Cloistre Saint Germain de l'Auxerroys
- Rue Saint Germain de l'Auxerroys
- Rue Saint Hillaire
- Rue Saint Hippolitte
- Petite rue Saint Hippolitte
- Rue Saint Jacques
- Rue Saint Jacques de la boucherie
- Cimetière Saint Jehan
- Rue Saint Jehan de Beauvais
- Rue Saint Jehan de Latran
- Rue Saint Landry
- Rue Saint Leuffroy
- Rue Saint Leu Saint Gilles[11]
- Rue Saint Louys
- Rue Saint Louys
- Rue Saint Louys
- Grand rue Saint Marceau
- Rue Saint Marcel, ditte la Vielle ville
- Rue Saint Marcial
- Grand rue Saint Martin
- Rue Saint Merry
- Pont Saint Michel
- Rue Saint Nicolas du chardonneret
- Rue Saint-Paul
- Rue Saint Pierre aux boeufz
- Rue Saint Sauveur
- Rue Saint Séverin
- Rue Saint Thomas
- Rue Saint Thomas du Louvre
- Grand rue Saint Victor
- Rue Saint Vincent
- Rue Saint Anastaze
- Rue Sainte Anne
- Rue Sainte Avoye
- Rue Sainte Croix
- Rue Sainte Croix
- Rue Sainte-Catherine
- Rue Sainte Marine
- Cloistre Saint Opportune
- Rue Sansier
- Rue de la Savaterie
- Rue de la Savonnerie
- Rue de Seine
- Grand rue de Seine
- Petite rue de Seine
- Rue des Sept voyes
- Rue du Sépulcre
- Barrière des Sergens
- Rue de la Serpente
- Rue de la Serrizaye
- Rue Simon le franc
- Rue des Singes
- Rue Soly[14]
- Rue de Sorbonne

- Haut – A
- B
- C
- D
- E
- F
- G
- H
- I
- J
- K
- L
- M
- N
- O
- P
- Q
- R
- S
- T
- U
- V
- W
- X
- Y
- Z

### T
- Rue de la Tableterie
- Rue de la Tacherie
- Rue des Tainturiers
- Rue de la Tannerie
- Rue Thibault dodée
- Rue de Thorigny
- Grand rue des Thuilleries[21]
- Rue Ticquetonne
- Rue Tirre boudin
- Rue Tirechappe
- Rue de la Tisseranderie
- Rue de la Tonnelerie
- Rue du Tour
- Rue des Tournelles
- Rue de Tournon
- Rue Trassenonain
- Rue Traversine
- Rue des Trois chandeliers
- Rue des Trois more
- Rue des Trois pavillons
- Rue des Trois-pistolles
- Rue Trousse vache
- Rue de la Truanderye

- Haut – A
- B
- C
- D
- E
- F
- G
- H
- I
- J
- K
- L
- M
- N
- O
- P
- Q
- R
- S
- T
- U
- V
- W
- X
- Y
- Z

### U
- Rue de l'Ursine
- Rue des Ursins

- Haut – A
- B
- C
- D
- E
- F
- G
- H
- I
- J
- K
- L
- M
- N
- O
- P
- Q
- R
- S
- T
- U
- V
- W
- X
- Y
- Z

### V
- Rue des Vaches
- Marché de la Vallée de misère
- Place de la Vallée de misère[20]
- Rue de la Vallée du pied
- Rue de la Vannerie
- Rue de Vaugirard
- Rue de Venize
- Rue de Venize
- Rue du Verbois
- Rue des Vertuz
- Rue du Viel colombier
- Rue de la Vielle cordonnerie
- Rue de la Vielle harengerie
- Rue des Vielles thuilleries
- Rue de la Place aux veaulx[7]
- Rue de la Verrerie
- Rue de la Vielle drapperie
- Rue des Vielles estuves
- Rue des Vielles estuves
- Rue des Vielles garnisons[8]
- Rue de la Vielle monnoye
- Vielle rue du Temple
- Rue des Vieulx Augustins

- Haut – A
- B
- C
- D
- E
- F
- G
- H
- I
- J
- K
- L
- M
- N
- O
- P
- Q
- R
- S
- T
- U
- V
- W
- X
- Y
- Z

### X
- Rue de Xaintonge

- Haut – A
- B
- C
- D
- E
- F
- G
- H
- I
- J
- K
- L
- M
- N
- O
- P
- Q
- R
- S
- T
- U
- V
- W
- X
- Y
- Z

### Z
- Rue Zacharie

- Haut – A
- B
- C
- D
- E
- F
- G
- H
- I
- J
- K
- L
- M
- N
- O
- P
- Q
- R
- S
- T
- U
- V
- W
- X
- Y
- Z